# Trust Fall (Side A)
Trust Fall (Side A) es el EP de la banda estadounidense Incubus. Fue lanzado el 12 de mayo de 2015. Es el primer álbum en 5 años desde If Not Now, When? lanzado en 2011.
Su primer y único sencillo de este EP es "Absolution Calling" que fue sacado el 5 de febrero de 2015.

## Lista de canciones
| N.º | Título                   | Duración |  |
| 1.  | «Trust Fall»             | 6:23     |  |
| 2.  | «Make Out Party»         | 4:50     |  |
| 3.  | «Absolution Calling»     | 4:37     |  |
| 4.  | «Dance Like You're Dumb» | 4:26     |  |